# Туулик, Юло Каарелович
Юло Каарелович Туулик (эст. Ülo Tuulik, род. 22 февраля 1940, Абрука, Сааремаа) — эстонский советский писатель. Старший брат-близнец писателя Юри Туулика (1940—2014). Заслуженный писатель Эстонской ССР (1986).

## Биография
Вырос в многодетной (6 человек) семье. Его мать Кадри и отец были учителями. Между 1944 и 1945 годами вместе с семьёй родителей был в принудительной эвакуации в Германии. Вернувшись на родной остров, учился в начальной школе Абруки.
Окончил Тартуский государственный университет в 1963 году по специальности «Эстонская филология». По его словам, стать писателем не стремился. Несколько лет плавал на рыболовном судне.
В 1962—1964 гг. работал в редакции газеты «Рахва Хяль», в 1964—1971 гг. — в журнале «Ноорус», а в 1974—1976 гг. — в газетах «Сирп я Васар». В 1980-х годах был редактором отдела критики журнала Looming. В 1986—1992 годах — секретарь правления Союза писателей Эстонии в области международных отношений.
Был членом Центрального комитета ЛКСМ Эстонии в 1963—1968 годах.
Юло Туулик дважды является лауреатом Литературной премии Эстонской ССР имени Юхана Смуула (1975, 1985). В 1986 году ему было присвоено звание Заслуженного писателя Эстонской ССР.
Вместе с братом — один из символов родного острова